# 国富町立本庄小学校
国富町立本庄小学校（くにとみちょうりつ ほんじょうしょうがっこう）は、宮崎県東諸県郡国富町大字本庄にある公立の小学校。

## 概要
歴史
1873年（明治6年）創立。現校名となったのは1956年（昭和31年）。2023年（令和5年）に創立150周年を迎えた。
校章
桜の花弁を背景にして、中央に校名の頭文字である「本」を図案化したものを配している。
校歌
「本庄小こどもの歌」。作詞・作曲ともに三原たけむつによる。歌詞は3番まであり、各番の歌詞中に校名の「本庄小」が登場する。
通学区域
国富町のうち、「六日町、十日町西、犬熊、仲町、一丁田、仮屋原、十日町東、嵐田、田尻、上馬場、宮王丸、六日町東、大脇、八幡、稲荷、十日町南」。中学校区は国富町立本庄中学校。

## 沿革
- 1873年（明治6年）2月 - 「南本荘小学校」が創立。
- 1886年（明治19年）9月 - 小学校令施行により、簡易科（3年制）を設置の上、「簡易本荘小学校」に改称。
- 1888年（明治21年）4月 - 尋常科（4年制）を設置の上、「尋常本荘小学校」に改称。
- 1889年（明治22年）5月1日 - 町村制施行により、東諸県郡2町（十日・六日）8村（須志田・北本庄・森永・竹田・向高・田尻・嵐田・南本庄）および宮崎郡1村（宮王丸）が合併の上、「本庄村」が発足。
- 1892年（明治25年）4月 - 「本荘尋常小学校」に改称。
- 1898年（明治31年）3月 - 高等科を併置の上、「本荘尋常高等小学校」に改称。
- 1908年（明治41年）4月 - 改正小学校令により、尋常科（義務教育年限）が4年制から6年制に改められる。これにより、旧高等科1年を尋常科5年に、旧高等科2年を尋常科6年に、旧高等科3年を高等科1年に、旧高等科4年を高等科2年に改める。
- 1919年（大正8年）3月1日 - 本庄村が町制施行により、本庄町となる。
- 1926年（大正14年）3月 - 「第一本荘尋常高等小学校」に改称。
- 1941年（昭和16年）4月1日 - 国民学校令施行により、「本庄町第一本庄国民学校」と改称。尋常科を初等科に改める。
- 1947年（昭和22年）4月1日 - 学制改革（六・三制の実施）により、新制小学校「本庄町立第一本庄小学校」と改称。
- 1949年（昭和24年）7月 - 「本庄町立本庄小学校」と改称。
- 1956年（昭和31年）9月30日 - 町村合併（本庄町・八代村）により、国富町が発足。これにより、「国富町立本庄小学校」（現校名）に改称。
- 1957年（昭和32年）
  - 3月31日 - 木脇村が国富町に編入される。
  - 11月 - 完全給食を実施。
- 1968年（昭和43年）2月 - 新校旗を制定。
- 1969年（昭和44年）4月 - 給食センターの完成により、自校調理式を廃止の上、センターからの給食配送を開始。
- 1972年（昭和47年）8月 - プールが完成。
- 1973年（昭和48年）2月 - 創立100周年記念式典を挙行。
- 1974年（昭和49年）2月 - 体育館が完成。
- 1979年（昭和54年）10月 - 校舎の改築工事が完了。
- 1980年（昭和55年）10月 - 交通公園が完成。
- 1993年（平成5年）6月 - プールを改修。
- 2013年（平成25年）9月 - 体育館の改修工事が完了。
- 2021年（令和3年）3月 - 北校舎の改修工事が完了。
- 2023年（令和5年）2月 - 創立150周年記念式典を挙行。

## 交通アクセス
最寄りのバス停留所
- 宮崎交通 「国富」バス停下車

最寄りの幹線道路
- 宮崎県道26号宮崎須木線・宮崎県道24号高鍋高岡線　「本庄」交差点

## 周辺
- 国富町役場
- 国富町立図書館
- 国富町運動公園
- 国富町商工会
- 綾川土地改良区
- 国富町立本庄中学校
- 宮崎県立本庄高等学校
- 国富郵便局
- 宮崎銀行国富支店
- 本庄変電所
- 深年川
- 本庄川